# Sierafim Subbotin
Sierafim Pawłowicz Subbotin (ros. Серафим Павлович Субботин, ur. 15 stycznia 1921 we wsi Krasnogorje w obwodzie jarosławskim, zm. 22 kwietnia 1996 w Czerkasach) – radziecki lotnik wojskowy, Bohater Związku Radzieckiego (1951).

## Życiorys
Urodził się w biednej rodzinie chłopskiej. Od 1936 mieszkał z rodziną w mieście Lubim, gdzie skończył 9 klas, od października 1938 służył w Armii Czerwonej, w 1940 skończył szkołę kawalerii w Tambowie i został dowódcą plutonu w pułku kozackim w Północnokaukaskim Okręgu Wojskowym w Piatigorsku. Na początku lipca 1941 został przeniesiony do Sił Powietrznych i skierowany do szkoły lotników, którą ukończył w 1942 i został instruktorem lotniczym w Uljanowsku, w 1943 skończył szkołę dowódców kluczy w Nadwołżańskim Okręgu Wojskowym i we wrześniu 1943 został dowódcą klucza i instruktorem pułku lotniczego w Morszansku. Do końca wojny wyszkolił 43 pilotów. Po wojnie służył w pułku lotnictwa myśliwskiego w Moskiewskim Okręgu Wojskowym, 1948-1950 był pomocnikiem szturmana (nawigatora), później szturmanem, latał podczas parad lotniczych na Placu Czerwonym, w grudniu 1950 wraz z pułkiem został skierowany do Chin, gdzie szkolił chińskich lotników. Od kwietnia 1951 do marca 1952 brał udział w wojnie w Korei. 18 kwietnia 1951 jego myśliwiec zderzył się z amerykańskim samolotem F-86 Sabre (według oficjalnej wersji radzieckiej wykonując taranowanie), jednak zdążył się katapultować, a amerykański pilot zginął. Wykonał w wojnie koreańskiej 85 lotów bojowych i stoczył 48 walk powietrznych, w których strącił osobiście 9 samolotów przeciwnika. W sierpniu 1952 został pomocnikiem dowódcy pułku, w 1956 ukończył Akademię Wojskowo-Powietrzną Czerwonego Sztandaru i został dowódcą pułku lotniczego w Bakijskim Okręgu Obrony Przeciwlotniczej, później był zastępcą szefa sztabu 21 Korpusu Obrony Przeciwlotniczej, w sierpniu 1973 zakończył służbę w stopniu pułkownika.

## Odznaczenia
- Złota Gwiazda Bohatera Związku Radzieckiego (10 października 1951)
- Order Lenina (10 października 1951)
- Order Czerwonego Sztandaru (2 czerwca 1951)
- Order Czerwonej Gwiazdy (dwukrotnie - 3 listopada 1953 i 22 lutego 1958)
- Medal „Za zasługi bojowe” (20 czerwca 1949)

I inne.